# Brent Jett
Brent Ward Jett Jr. (Pontiac, 5 de outubro de 1958) é um astronauta norte-americano.
Formado em engenharia aeronáutica e engenharia aeroespacial pela Academia Naval dos Estados Unidos, foi qualificado como aviador naval em 1983, baseado na Virgínia, para treinamento nos caças F-14 Tomcat. Após o curso, foi designado para servir a bordo do porta-aviões USS Saratoga, cumprindo viagens de serviço no Mar Mediterrâneo e no Oceano Índico. Durante seu período baseado no porta-aviões, ele se graduou como TOPGUN na Escola de Armas de Combate da Marinha dos Estados Unidos.
Em 1989, ele cursou a prestigiosa Escola de Pilotos de Teste Navais dos Estados Unidos, formando-se como piloto de teste em 1990, quando passou a testar os caças F-14 em várias versões, BAE Hawk T-45A e A-7 Corsair. Voltou ao serviço ativo em porta-aviões em 1991, servindo no USS Saratoga novamente, até ser selecionado para a NASA em 1992.
Como piloto militar, Jett acumulou 4000 horas de voo em trinta aeronaves diferentes e 450 pousos em porta-aviões.

## NASA
Jett entrou para o curso de astronautas do Centro Espacial Lyndon B. Johnson, em Houston, em agosto de 1992. Após dois anos de funções técnicas em terra, no departamento de astronautas, ele foi designado para sua primeira missão espacial, como piloto da STS-72 Endeavour, em janeiro de 1996. Um ano depois, voou novamente como piloto de missão STS-81 Atlantis, uma missão do ônibus espacial à estação orbital russa Mir.
Depois de suas duas primeiras missões, Jett passou um ano na Rússia, como chefe de operações da NASA no Centro de Treinamento de Cosmonautas Yuri Gagarin, na Cidade das Estrelas. Em novembro de 2000 recebeu seu primeiro comando, voltando ao espaço como comandante da STS-97 Endeavour, sua primeira viagem à Estação Espacial Internacional.
Sua última missão espacial foi em setembro de 2006, quando comandou a STS-115 Atlantis, numa missão de continuação de montagem da estrutura e de painéis solares da Estação Espacial, onde completou um total na carreira de 41 dias no espaço.
Em julho de 2007 ele se retirou da NASA e da marinha, mas retornou à agência espacial em novembro, onde hoje se encontra trabalhando como diretor de operações e tripulações de vôo.